# فورت مورگان (آلاباما)
فورت مورگان (به انگلیسی: Fort Morgan) یک منطقهٔ مسکونی در ایالات متحده آمریکا است که در آلاباما واقع شده‌است. فورت مورگان ۳٫۰۵ متر بالاتر از سطح دریا واقع شده‌است.